# آل محمد (السليل)
آل محمد، هي قرية من فئة (أ) تقع في محافظة السليل، والتابعة لمنطقة الرياض في السعودية. وتبعد آل محمد عن محافظة السليل بمسافة تقارب () كم.